# Cladura taiwania
Cladura taiwania är en tvåvingeart som beskrevs av Alexander 1947. Cladura taiwania ingår i släktet Cladura och familjen småharkrankar.
Artens utbredningsområde är Taiwan. Inga underarter finns listade i Catalogue of Life.